# Małgorzata Dłużewska
Małgorzata Dłużewska, po mężu Wieliczko (ur. 1 sierpnia 1958 w Koronowie) – polska wioślarka, srebrna medalistka olimpijska i dwukrotna medalistka mistrzostw świata.
W latach 1974–1988 była zawodniczką gdańskiej Gedanii. Wielokrotnie była mistrzynią Polski w różnych osadach. Największe sukcesy odnosiła w parze z Czesławą Kościańską. Wystąpiły na igrzyskach olimpijskich w Moskwie w 1980, zdobywając srebrny medal w dwójkach bez sternika. W finale o 0,46 sekundy przegrały z osadą NRD, a o 1,44 sekundy wyprzedziły osadę Bułgarii. Był to jej jedyny start olimpijski.
Razem z Kościańską w tej samej konkurencji zdobyła też srebro na mistrzostwach świata w Lucernie (1982) i brąz na mistrzostwach świata w Bledzie (1979).
Jest matką wioślarki, mistrzyni świata i Europy, wicemistrzyni olimpijskiej Marty Wieliczko.